# Dick van Geet

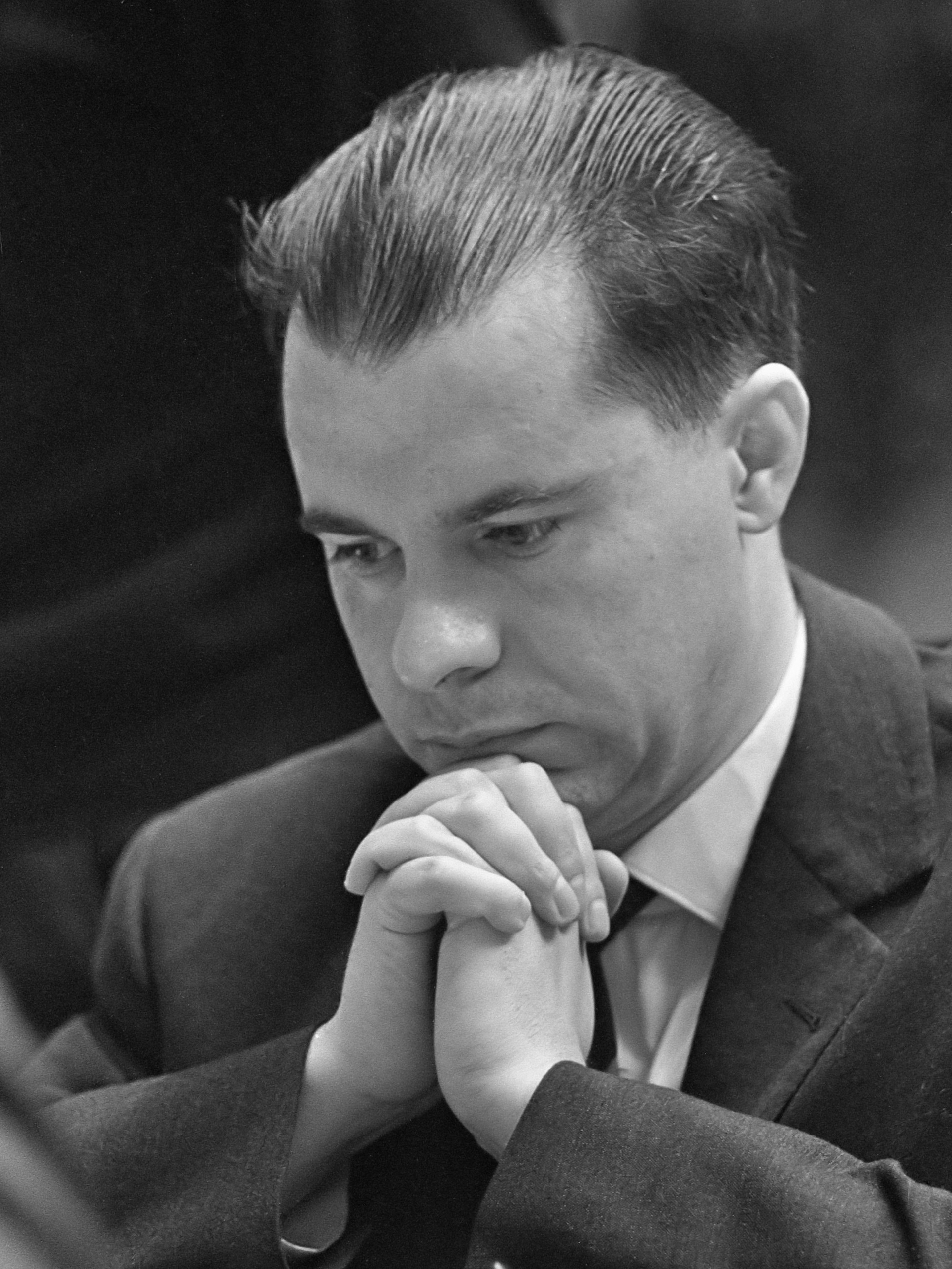
Dick van Geet (1967)

Dirk Daniël (Dick) van Geet (Rotterdam, 1 maart 1932 – Driebergen-Rijsenburg, 29 april 2012) was een Nederlandse schaker. Hij heeft de openingszet 1. Pc3 geanalyseerd die naar hem de Van Geetopening is genoemd.
Van Geet werd in 1932 in Rotterdam geboren. Hij was een ICCF grootmeester en een internationaal meester. In 1952 was hij jeugdkampioen van Nederland en hij speelde ook ettelijke keren mee in het Hoogovensschaaktoernooi. In 1966 won Van Geet de 26e editie van het Daniël Noteboom-toernooi in Leiden. Hij was eveneens een sterk correspondentieschaakspeler. In het "NBC-Volmac" toernooi dat van 1983 tot 1986 verspeeld werd, eindigde hij als eerste. Ook in het Duitse ICCF-toernooi "40 Jahre BdF" (1986-1992) was hij de sterkste speler. Hij eindigde op een zesde plaats in het "Hans-Werner von Massow Memorial" (1996-2002). Van Geet overleed in april 2012 op 80-jarige leeftijd in zijn woonplaats Driebergen-Rijsenburg.